# بروس أدولف
بروس أدولف (بالإنجليزية: Bruce Adolphe)‏ هو عالم موسيقى وملحن أمريكي، ولد في 31 مايو 1955.

## وصلات خارجية
- بروس أدولف على موقع ميوزك برينز (الإنجليزية)
- بروس أدولف على موقع ديسكوغز (الإنجليزية)